# Otabek Shamuradov
Otabek Shamuradov (RSS de Uzbekistán; 21 de julio de 1974) es un exfutbolista uzbeko que jugaba en la posición de centrocampista.

## Carrera

### Club
| Periodo   | Club                |
| --------- | ------------------- |
| 1998-1999 | Surkhon Termez      |
| 1999–2002 | Neftchi Fergana     |
| 2002–2004 | Surkhon Termez      |
| 2004–2005 | Sogdiana Jizzakh    |
| 2005–2006 | FK Dinamo Samarqand |
| 2006      | Shurchi Lochin      |

### Selección nacional
Jugó para Uzbekistán en nueve ocasiones de 2000 a 2001 y participó en la Copa Asiática 2000.

## Logros
- Liga de fútbol de Uzbekistán (1): 2001